# Ischnocolus mogadorensis
Espèce
Ischnocolus mogadorensis est une espèce d'araignées mygalomorphes de la famille des Theraphosidae.

## Distribution
Cette espèce est endémique du Maroc. Elle se rencontre dans les provinces d'Essaouira, d'Agadir Ida-Outanane, de Taroudant, d'Al Haouz, d'Azilal et de Guelmim.

## Description
Les femelles syntypes mesurent de 10 à 12 mm.
Le mâle décrit par Korba et al. en 2022 mesure 12,93 mm et la femelle 15,86 mm.

## Systématique et taxinomie
Cette espèce a été décrite par Simon en 1909. Elle est placée en synonymie avec Ischnocolus valentinus par Guadanucci et Wendt en 2014. Elle est relevée de synonymie par Korba et al. en 2022.

## Étymologie
Son nom d'espèce, composé de mogador et du suffixe latin -ensis, « qui vit dans, qui habite », lui a été donné en référence au lieu de sa découverte, Mogador.

## Publication originale
- Simon, 1909 : « Étude sur les Arachnides recueillis au Maroc par M. Martínez de la Escalera en 1907. » Memorias de la Real Sociedad Española de Historia Natural, vol. 6, no 1, p. 5–43 (texte intégral).